# Beverly Marsh
Beverly "Bev" Marsh es un personaje ficticio creado por Stephen King y uno de los personajes principales de su novela de terror It de 1986. El personaje es visto como un miembro de "El Club de los Perdedores" y un interés romántico de sus compañeros Bill Denbrough y Ben Hanscom.
Emily Perkins la retrata en la adaptación de la miniserie de televisión de 1990 como la versión joven y Annette O'Toole como adulta. En las adaptaciones cinematográficas de 2017 y la secuela de 2019, Sophia Lillis y Jessica Chastain interpretan a Beverly Marsh como la versión más joven y adulta, respectivamente.

## Biografía del personaje de ficción
Beverly Marsh nació en 1947. Es hija de Alvin y Elfrida Marsh. La presencia de su madre en su vida difiere entre las tres continuidades.
Beverly es compañera de clase de Ben Hanscom, quien está secretamente enamorado de ella. Ben le escribe un poema de amor anónimo que dice: "tu cabello es fuego de invierno, brasas de enero, mi corazón también arde allí". A Beverly se le hace creer que el poema fue escrito por Bill Denbrough, quien crece hasta convertirse en un escritor profesional.
Beverly finalmente se une a "El Club de los Perdedores" y se hace amiga de Eddie Kaspbrak, Richie Tozier, Mike Hanlon y Stanley Uris. Beverly tiene su primer encuentro con Pennywise en su baño cuando escucha voces que salen de su lavabo cantando "Todos flotamos aquí". Una construcción parecida a un globo comienza a crecer desde su lavabo y estalla, cubriendo su baño con sangre. Los gritos de Beverly atraen la atención de su padre, que no puede ver la sangre. Ella confía en The Losers Club, quienes pueden ver la sangre y ayudarla a limpiar el baño.
Cada uno de los miembros del Club de los Perdedores se acerca a Neibolt Street para destruir a Pennywise de una vez por todas. Después de que el grupo acaba con el payaso, se pierden en las alcantarillas y comienzan a entrar en pánico. Para sellar su vínculo, cada uno de los chicos tiene relaciones sexuales con Beverly en una escena controvertida retratada desde la perspectiva de Beverly. Después de escapar de las alcantarillas, los Perdedores hacen un juramento de que si Pennywise no ha sido derrotado, todos regresarán a Derry para acabar con él.
En su edad adulta, debido al poder de Pennywise y la ciudad de Derry, Beverly se olvida de El Club de los Perdedores y de su infancia. Se convierte en diseñadora de moda y entabla una relación abusiva con su marido, Tom Rogan. Después de recibir una llamada de Mike pidiéndole que regrese a Derry, se enfrenta a Tom y finalmente deja la relación. Regresa a Derry y se reúne con El Club de los Perdedores. Beverly regresa a su antigua casa, ahora habitada por una anciana llamada Sra. Kersh, quien le informa que su padre falleció hace cinco años. Ella se disculpa y comienza a irse, solo para ser invitada por la Sra. Kersh a tomar el té. Sin embargo, se revela que la Sra. Kersh es una forma de Pennywise y Beverly se escapa. Ella se reúne con Ben y comparte un encuentro romántico con él, pero Ben se da cuenta de que Beverly es otra forma de Pennywise. El Club de los Perdedores regresa a Neibolt Street para enfrentarse a Pennywise por última vez. Desafortunadamente, el enfrentamiento resulta en la muerte de Eddie, pero los Perdedores logran vencer y matar a Pennywise. Después del enfrentamiento, Ben finalmente puede confesar sus sentimientos por Beverly y comienzan una relación.

## Adaptaciones
Beverly es interpretada en la miniserie de televisión de 1990 por Emily Perkins cuando era niña y Annette O'Toole como adulta. Esta interpretación sigue siendo bastante fiel a la novela. La interpretación de Perkins de Beverly tuvo una recepción relativamente positiva, pero la interpretación de O'Toole tuvo una más negativa.
La interpretación de Beverly en la película de 2017 y su secuela de 2019 por Sophia Lillis cuando era niña y Jessica Chastain como adulta fue recibida mucho más positivamente. Esta interpretación muestra a Beverly como la brújula moral de The Losers Club y desempeñando un papel clave en la derrota de Pennywise en ambas películas.
En la novela Beverly nació en 1947, sin embargo en la miniserie de televisión nació en 1948 y en las adaptaciones cinematográficas en 1976.
Su madre Elfrida está presente en la novela, pero está demasiado preocupada por su trabajo como para ser una buena madre para Beverly; sin embargo, le preocupa que su esposo Alvin abuse de su hija, e incluso le preguntó a Beverly una vez si su padre la había "tocado" alguna vez.
En la miniserie de televisión, nunca se la ve ni se la menciona. Un flashback en la película de 2019 revela que su madre murió cuando Beverly era joven; Se da a entender que su muerte fue un suicidio debido a una enfermedad mental, posiblemente depresión posparto. Alvin culpa a Beverly por la muerte de su madre y abusa de ella física y sexualmente durante toda su infancia.
Durante la producción de la película de 2017, la actriz Chloë Grace Moretz fue una de las favoritas para el papel de Beverly. Sin embargo, como el proyecto permaneció en un infierno de desarrollo, la actriz finalmente se volvió demasiado mayor para interpretar el papel de una niña. Finalmente, Moretz se encariñó con una adaptación diferente de Stephen King en el papel de Carrie White para la nueva versión de Carrie de 2013.

## Apariciones en otras historias de King
Beverly aparece en un breve cameo en la novela de King 22/11/63. En la novela, aparece bailando con Richie Tozier preparándose para un concurso de talentos unos meses después de luchar contra Pennywise. El viajero del tiempo Jake Epping se acerca a los dos y les pregunta sobre la familia Dunning. Luego les enseña a los dos a bailar correctamente. Sin embargo, este encuentro se borra al final de la novela cuando Epping elimina su huella en la historia.

## Recepción
La caracterización de Beverly en la novela de King ha recibido elogios de la crítica. Lillis fue nominada a múltiples premios por su interpretación del personaje, incluido un premio Saturn a la mejor interpretación de un actor más joven, un premio MTV Movie & TV a la mejor interpretación asustada y un premio Teen Choice a la estrella de cine revelación. Lillis también fue nominada a Artista Revelación por la Sociedad de Críticos de Cine de San Diego y a Mejor Actuación Juvenil por la Sociedad de Críticos de Cine de Seattle y por la Asociación de Críticos de Cine del Área de Washington D. C.. La interpretación de la Beverly adulta realizada por Annette O'Toole en la miniserie de 1990 recibió una recepción más negativa.

## Análisis

### Controversia
La escena de la novela en la que la preadolescente Beverly tiene relaciones amistosas con el resto de miembros de The Losers Club en las alcantarillas de Derry tras derrotar a Pennywise por primera vez se ha convertido en una de las más polémicas de la novela. La escena fue omitida en la serie de películas de Andy Muschietti, así como en la miniserie de 1990. Según los informes, la escena debía tener lugar en el guion original de Cary Joji Fukunaga, pero fue eliminada una vez que Muschietti se involucró. O'Toole ha admitido que no le gustó la eliminación de la escena de la orgía de los Perdedores en la miniserie: "Este era el mayor apego que sentían entre sí; ella pensó que todos iban a morir, y este era un regalo que le estaba dando a cada uno de ellos. ellos, y pensé que era el regalo más hermoso, generoso y lleno de amor, y los unía a todos de una manera increíble".

### Representación de víctimas de abuso
A lo largo de la novela, Beverly sufre abusos constantes por parte de los hombres de su vida. Cuando era niña, su padre, Alvin, abusó física y sexualmente de ella. Como adulta, debido a los recuerdos reprimidos de Derry, se casa con Tom Rogan, quien abusa física y emocionalmente de ella. El abuso que enfrentó Beverly a manos de su padre ha sido descrito como uno de los elementos más inquietantes de la novela debido al trasfondo realista. Beverly también ha sido vista como un ejemplo positivo de superación de traumas y abusos.

### Pérdida de inocencia
Al igual que Bill Denbrough, Beverly refleja los temas de madurez y pérdida de la inocencia de la novela. Si bien esto se nota más descaradamente en los controvertidos encuentros para reforzar la amistad en las alcantarillas, Beverly también enfrenta la madurez de diferentes maneras a lo largo de la novela. Beverly está luchando con su incipiente feminidad y está empezando a lidiar con diferentes problemas. Esto se muestra más explícitamente en la adaptación cinematográfica de 2017, donde Beverly intenta comprar tampones en la farmacia local. En esta escena, Beverly se encuentra por primera vez con Bill, Eddie y Stan. Beverly se encuentra con los chicos en un intento de evitar a Greta Bowie (rebautizada como Greta Keene en esta adaptación), para evitar una mayor humillación por parte de ella, ya que Keene anteriormente le había arrojado una bolsa de basura a Beverly y la había "avergonzado". Beverly intenta ocultar los productos a los niños para salvarla de la vergüenza, y luego intenta ocultárselos a su padre abusivo, sin éxito. Después de que su padre le preguntara si "todavía es su pequeña", Beverly se corta el pelo en el baño en un acto de desafío. Beverly tiene que enfrentar más ideas de madurez que los otros miembros de The Losers Club debido al abuso que enfrenta en casa y los rumores de promiscuidad que la siguen en la escuela. Beverly tiene que encontrar su propia manera de madurar hasta convertirse en mujer, lo que ha ayudado al personaje a destacarse para muchos lectores.